# Ostrova Cherakina
Ostrova Cherakina (englische Transkription von russisch Острова Черакина Ostrowa Tscherakina) ist eine Inselgruppe vor der Eights-Küste des westantarktischen Ellsworthlands. Sie liegt südlich von DeAtley Island und östlich des südlichen Endes von Spaatz Island.
Russische Wissenschaftler benannten sie. Der weitere Benennungshintergrund ist nicht überliefert.